# هاميلتون هاريس
هاميلتون هاريس (بالإنجليزية: Hamilton Harris)‏ هو محامي وسياسي أمريكي، ولد في 1 مايو 1820، وتوفي في 14 ديسمبر 1900. نشط حزبياً في الحزب الجمهوري. وقد انتخب عضو جمعية ولاية نيويورك وانتخب عضو مجلس ولاية نيويورك.